# Affentaler Winzer
Die Affentaler Winzer eG ist eine im Weinbaubereich Ortenau des deutschen Weinanbaugebietes Baden ansässige Winzergenossenschaft. Die wichtigste und bekannteste Weinmarke des Unternehmens ist der Affentaler in der mit Riesling, Spätburgunder Roséwein und Spätburgunder Rotwein befüllten so genannte Affenflasche, die durch ihr auffälliges Design mit dem gold- bzw. kupferfarbig auflackiertem Affenrelief hervorsticht.

## Unternehmen
Die namensgebende ehemalige Gemeinde Affental gehört heute zum Bühler Ortsteil Eisental. Hier befindet sich auch die Kellerei der Affentaler Winzergenossenschaft, deren Rebfläche sich von Eisental über Altschweier, Bühlertal, Kappelwindeck, Waldmatt und Neusatz bis nach Ottersweier erstreckt.
Zur Affentaler Winzer eG gehören rund 980 Mitglieder, die ca. 235 ha Rebfläche bewirtschaften.
Traditionell ist der Lebensmittelhandel ein bedeutendes Standbein der Winzergenossenschaft. Etwa 30 % des Gesamtabsatzes, der bei ca. 2,6 Millionen Liter Wein pro Jahr liegt, fließen in diesen Distributionskanal. Weitere 40 % gehen in Richtung Fachhandel, die übrigen 30 % verteilen sich auf den Bereich Gastronomie und den Direktverkauf.
Großes Interesse speziell an der „Affenflasche“ herrscht sowohl national als auch international. Exportiert wird vor allem gen USA und Asien. Der Exportanteil der Affentaler Winzer eG liegt bei 4 %. Da im Jahr 2004 nach dem Chinesischen Horoskop das Jahr des Affen war, stieg der Bedarf vor allem in Asien geradezu exponentiell.

## Geschichte
Bereits um 1250 pflanzten Zisterzienserinnen des Klosters Lichtenthal bei Baden-Baden Spätburgunderreben an. In der Nähe des Weinberges stand eine von zahlreichen Pilgern besuchte Wallfahrtskapelle. In Anlehnung an das Ave Maria wurde das Tal im Volksmund Ave Tal genannt. Hieraus entwickelte sich der heutige Name Affental.
1908 schlossen sich 24 Winzer zum Naturweinbauverein Affental zusammen. Man baute seiner Zeit nur Spätburgunder an, welcher ausschließlich an die Gastronomie vermarktet wurde. Der Naturweinbauverein Affental war damit die einzige Genossenschaft in Deutschland, die schwerpunktmäßig auf den Rotweinanbau setzte.
In dem Affentaler Nachbarort Eisental wurde 1937 von Rieslingwinzern eine Weißweingenossenschaft gegründet. In der Ortsmitte begann man mit dem Bau eines Kellereigebäudes.
1949 wurde erstmals der Affentaler Spätburgunder in der Affenflasche abgefüllt. Die Form der Flasche wurde von einem Karlsruher Apotheker entworfen. Im gleichen Jahr gründete man im heutigen Bühler Stadtteil Altschweier die Winzergenossenschaft Altschweier.
Der Naturweinbauverein Affental schloss sich 1959 mit der Winzergenossenschaft Eisental zur Winzergenossenschaft Eisental-Affental zusammen. Schritt für Schritt erweiterte man die Kellerei in der Ortsmitte von Eisental, um die zunehmende Rebfläche erfassen zu können. Ein Jahr später fusionierten die Winzergenossenschaften Altschweier und Kappelwindeck zur Winzergenossenschaft Altschweier-Kappelwindeck. Am 1. September 1973 kam es dann zum Zusammenschluss der beiden verbliebenen Genossenschaften zur Affentaler Winzergenossenschaft.
Im Juli 2018 beschlossen die Mitglieder Baden-Badener Winzergenossenschaft und die Affentaler Winzer die Fusion beider Unternehmen. Die neue Genossenschaft nennt sich Affentaler Winzer eG.

## Anbaugebiet
Das Rebland der Affentaler Winzergenossenschaft erstreckt sich von der Oberrheinischen Tiefebene über die Hügel der Vorbergzone zum steil emporragenden Schwarzwaldmassiv. Die Reben stehen bis zu einer Höhe von 305 m ü. NN (Ralschbach in Neusatz). Nur fünf Kilometer weiter östlich sind die Berge bereits über 1000 Meter hoch. Durch diese besondere geografische Lage am steilsten Anstieg des Nordschwarzwalds sind die Affentaler Reben sehr gut gegen kalte Ostwinde geschützt. Das Oberrheintal ist im Sommer mit ausreichend Sonnenscheinstunden gesegnet. Zusätzlich sorgen die benachbarten steilen Berge durch Steigungsregen aus Westen für genügend Niederschläge. Gerade in heißen und trockenen Sommern ist eine ausreichende Wasserversorgung von großer Bedeutung für die Weinqualität.
An den steilen Schwarzwaldhängen findet man überwiegend Granitverwitterungsboden. Dieser ist ein hervorragender Wärmespeicher. Er nimmt die ersten Sonnenstrahlen des Frühjahrs sehr schnell auf und lässt die Knospen der Reben früh sprießen.
Die steilen Rebhänge entlang des Schwarzwaldes sind nach Westen und nach Süden geneigt. Hierdurch kann die Sonne während der Reifephase im September und Oktober besonders gut genutzt werden. Herbstnebel sind selten, so dass Spätburgunder und Riesling besonders lange reifen können.
In der Vorbergzone findet man fruchtbare Lössböden, die den Reben über die gesamte Vegetationszeit immer ausreichend Wasser und Nährstoffe zur Verfügung stellen. Dies sind beste Voraussetzungen für kräftige Weine mit ausgeprägtem Fruchtaroma.

## Rebsorten
- 105 ha Riesling
- 090 ha Spätburgunder
- 020 ha Müller-Thurgau
- 010 ha Sonstige (Weißer Burgunder, Grauer Burgunder, Traminer, Sauvignon Blanc, Dunkelfelder etc.)